# Nāga
Nāga ("zmija") su u hinduizmu, budizmu, području Mekonga i još nekim krajevima južne Azije, niža zmijolika božanstva, zaštitnici rijeka i izvora. Sluge su hindu boga pod imenom Varuna. Nage žive i u palači Patala, u jednom podzemnom gradu. Djeca su bogova Kasyapa i Kadru. Nāge su neprijetelji Garuda, božanskih ptica u budističkoj i hindu mitologiji. 
U nage ubrajamo:
- Manasa
- Mucilinda
- Shesha
- Vasuki